# Walter Rehberg
Walter Rehberg (* 14. Mai 1900 in Genf; † 22. Oktober 1957 in Zürich) war ein Schweizer Pianist, Komponist und Musikschriftsteller.

## Leben
Walter Rehberg stammte aus einer Familie namhafter Pianisten. Sein Grossvater war Friedrich Rehberg, ein angesehener Pianist, sein Vater war Willy Rehberg, seine Mutter Elsa stammte aus der Leipziger Musikverlegerfamilie Fritzsch. Walter studierte bei seinem Vater am Dr. Hoch’s Konservatorium in Frankfurt am Main und an der Hochschule für Musik und Darstellende Kunst Mannheim in Mannheim. Er erhielt später Unterricht von Eugen d’Albert. 1924 komponierte er Klaviersonaten, eine Violinsonate und andere Klavierstücke. Während den 1920er und 1930er Jahren machte er Aufnahmen für Polydor/Brunswick und in den 1940er Jahren für Decca.
1935 war Rehberg Professor an der Hochschule für Musik in Stuttgart. Er kehrte 1938 in die Schweiz zurück. Er war mit Paula Picker verheiratet, sie hatten eine Tochter.
Er verfasste in der vierbändigen Ausgabe von "Hohe Schule der Musik – Handbuch der gesamten Musikpraxis" (Akademische Verlagsgesellschaft Athenaion, Potsdam 1935) im Band III im Artikel "Der Weg zu den Tasteninstrumenten" die 87-seitige Abhandlung über das Klavier (S. 145–234).
Rehberg komponierte Orchesterwerke wie Sinfonische Musik für Holzbläser und Hörner (1940), Konzertante Musik für Klarinette, Horn, Klavier und Streichorchester d-moll (1940), Werke für Klavier und Orchester, Kammermusik, Klavierstücke sowie für Jankó-Klavier Fünf Fantasien über eine Thema von Verdi, zwei Tanzstudien und das Klavierkonzert G dur.

## Aufnahmen (bis 1936)
- Franz Liszt, Rhapsodie Espagnole, PD-95044-5
- Liszt, Sonetta del Petrarca 104, PD-95045
- Liszt, Ave Maria (Grove's no 33), PD-95043
- Liszt, Eglogue, Années de Pélerinage 1st yr no 7, PD-25138
- Liszt-Schubert, Valse-Caprice, Soirées de Vienne Set 1 no 6, PD-24993
- Liszt, Consolation no 3, PD-95042
- Felix Mendelssohn Bartholdy, Spring song, PD-27229
- Frédéric Chopin, Polonaise-Fantaisie op 61, PD-25137-8
- Johannes Brahms, Rhapsody B minor op 79 no 1, PD-90015
- Brahms, Rhapsody G minor op 79 no 3, PD-90016
- Brahms, Waltzes (selection), op 39, PD-25192
- Johann Strauss, Frühlingsstimmen, Concert paraphrase on the B Major waltz, PD-23737
- Schubert, Piano Sonata no 11 G major (op 78) 3rd movt, PD-95049
- Franz Schubert, Wanderer-Fantasie, C major op 15, PD-95047-9
- Schubert, Impromptu no 3 G major op 90 no 3, PD-95072
- Schubert, Moment musical op 94 no 3, PD-95072
- Schumann, Fantasie in C, Op. 17, PD-95039-42
- Edvard Grieg, Wedding Day at Troldhaugen, PD-24989
- Grieg, To Spring PD-27229
- Christian Sinding, Rustle of Spring, PD-24989
- Sergei Wassiljewitsch Rachmaninow, Prelude in C sharp minor, PD-27229

## Schriften
- G.F. Händel: Auswahl aus seinen Klavierwerken. Instruktive Ausgabe (Cotta, Stuttgart 1930).

Kurz nach dem Zweiten Weltkrieg publizierte er vier biographische und musikalische Studien, zusammen mit Paula Rehberg.
- Franz Schubert, sein Leben und Werk (Artemis-Verlag, Zurich 1946)
- Johannes Brahms, sein Leben und Werk (Artemis-Verlag, Zurich 1947)
- Frédéric Chopin, sein Leben und sein Werk (Artemis-Verlag, Zurich 1949)
- Robert Schumann, sein Leben und sein Werk (Artemis-Verlag, Zurich & Stuttgart 1954)